# Liberty (Indiana)
Liberty è una città degli Stati Uniti d'America, situata nello Stato dell'Indiana e in particolare nella Contea di Union, della quale è anche il capoluogo.